# Filomeno Mata
Filomeno Mata Rodríguez (San Luis Potosí, 5 luglio 1845 – Veracruz, 2 luglio 1911) è stato un giornalista, rivoluzionario e anarchico messicano.
È stato uno dei giornalisti più importanti durante l'epoca del Porfiriato.
Originario di Carranco fattoria, in San Luis Potosí, in Messico, ha lavorato come giornalista in alcune testate giornalistiche del tempo, come Il Monitor Repubblicana e La Nazione.
Dopo il loro lavoro come uno dei giornalisti di maggior successo di quel periodo messicano, è stato nominato direttore della Gazzetta ufficiale della Federazione e la stampa del governo.
Morì nella città di Veracruz, depresso e malato, il 2 luglio di 1911, dopo aver sostenuto la candidatura di Francisco Madero, all'inizio della rivoluzione messicana.